# Linderhof (zámek)

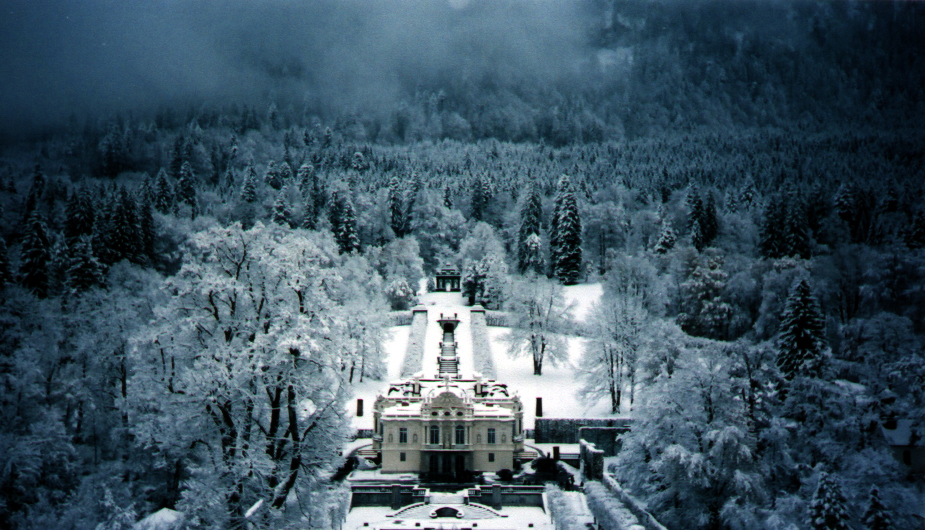
Linderhof v zimě

Zámek Linderhof (německy Schloss Linderhof) se nachází v Německu, v jihozápadě Bavorska v blízkosti ettalského kláštera. Je nejmenší ze tří staveb postavených bavorským králem Ludvíkem II. a zároveň jedinou z nich, která byla dokončena ještě za jeho života.

## Stavba
Ludvík již znal okolí Linderhofu ze svého mládí, kdy sem jezdíval se svým otcem, králem Maxmiliánem II., při jeho loveckých vyjížďkách do Bavorských Alp. Když se stal Ludvík II. v roce 1864 králem, zdědil tzv. Königshäuschen (Královský domek) po svém otci a roku 1869 započal s rozšiřováním stavby. Roku 1874 rozhodl Königshäuschen strhnout úplně a přestavět jej na dnešním místě v parku. Zároveň byly přistavěny tři nové místnosti a přibylo schodiště k původnímu komplexu ve tvaru písmene U, přičemž někdejší dřevěné vnější obložení bylo opatřeno kamennou fasádou. Stavba byla navržena ve stylu druhého rokokového období. V letech 1863 až 1886 bylo celkem do stavby Linderhofu investováno 8 460 937 marek.
V červenci 2025 byl spolu s dalšími zámky Neuschwanstein, Schachen a Herrenchiemsee zapsán na seznam světového dědictví UNESCO v rámci položky „Paláce krále Ludvíka II. Bavorského“.

## Místnosti
Linderhof má ve srovnání s jinými místy celkově poněkud komorní atmosféru. Vlastně jen čtyři z místností jsou skutečně funkční.

## Krajinná zahrada a park
Krajinná zahrada pokrývá plochu asi 50 hektarů a je dokonale integrována do okolní alpské přírodní krajiny. V parku je rozmístěno několik budov různých typů.
Venušina grotta
Stavba je plně umělecká a byla postavena pro krále jako znázornění prvního jednání Wagnerovy opery Tannhäuser. Ludvík se rád nechal vozit přes jezírko na své zlaté labutí loďce, ale zároveň toužil po vlastní modré jeskyni jako na Capri. Proto bylo instalováno 24 dynam a již v době Ludvíka II. bylo možné osvítit grottu měnícími se barvami.
Hundingská chýše
Tato chýše byl inspirována instrukcemi Richarda Wagnera k prvnímu jednání "Valkýry" (Prsten Nibelungův). Ludvík v této budově slavil německé svátky.
Gurnemanzova ermitáž
Vytvořená podle postavy Gurnemanze z opery Parsifal. Ludvík sem přicházel rozjímat každoročně na Velký pátek. Pro tento den si přál kvetoucí louku. Ležel-li ještě na louce sníh, zahradní architekt ji musel pro krále připravit.
Tyto tři stavby, "Venušino groto", "Hundingská chýše" a "Gurnemanzova ermitáž" jsou připomínkou doby oper Richarda Wagnera. Kromě těch a také barokní architektury se Ludvík zajímal o orientální umění.

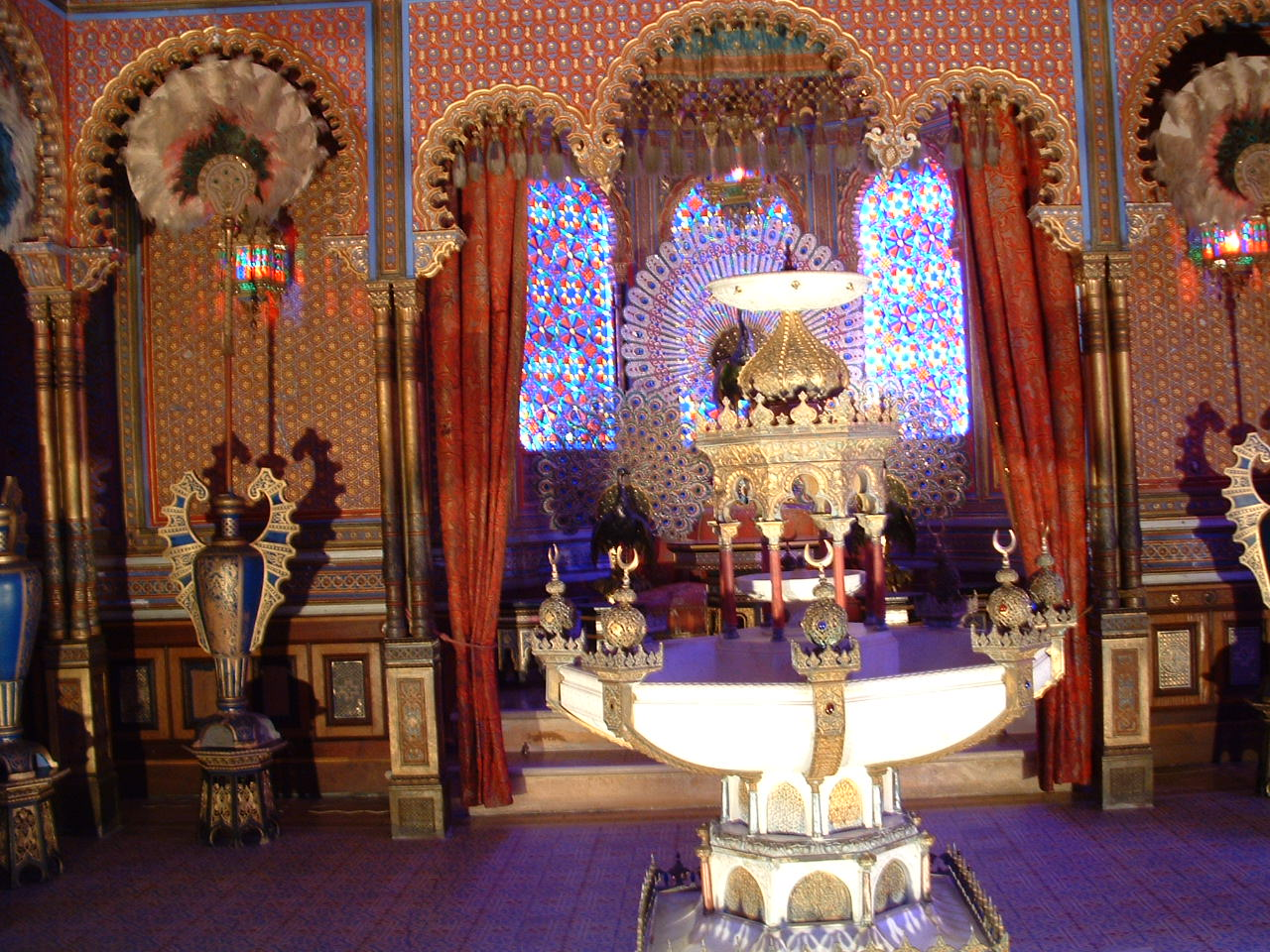
Maorský stánek
Tato stavba byla navržena berlínským architektem Karlem von Diebitsch u příležitosti Světové výstavy v Paříži v roce 1867. Ludvík II. ji chtěl zakoupit, předběhl jej však železniční magnát Bethel Henry Strousberg. Po Strousbergově bankrotu Ludvík pavilon koupil.
Nejvýraznějším kusem zařízení je paví trůn.
Marocký pavilon
Tato stavba byla skutečně postavena v Maroku pro Mezinárodní výstavu ve Vídni roku 1873. Král ji koupil v roce 1878 a nechal ji přepracovat do vznosnější podoby.

## Fotogalerie

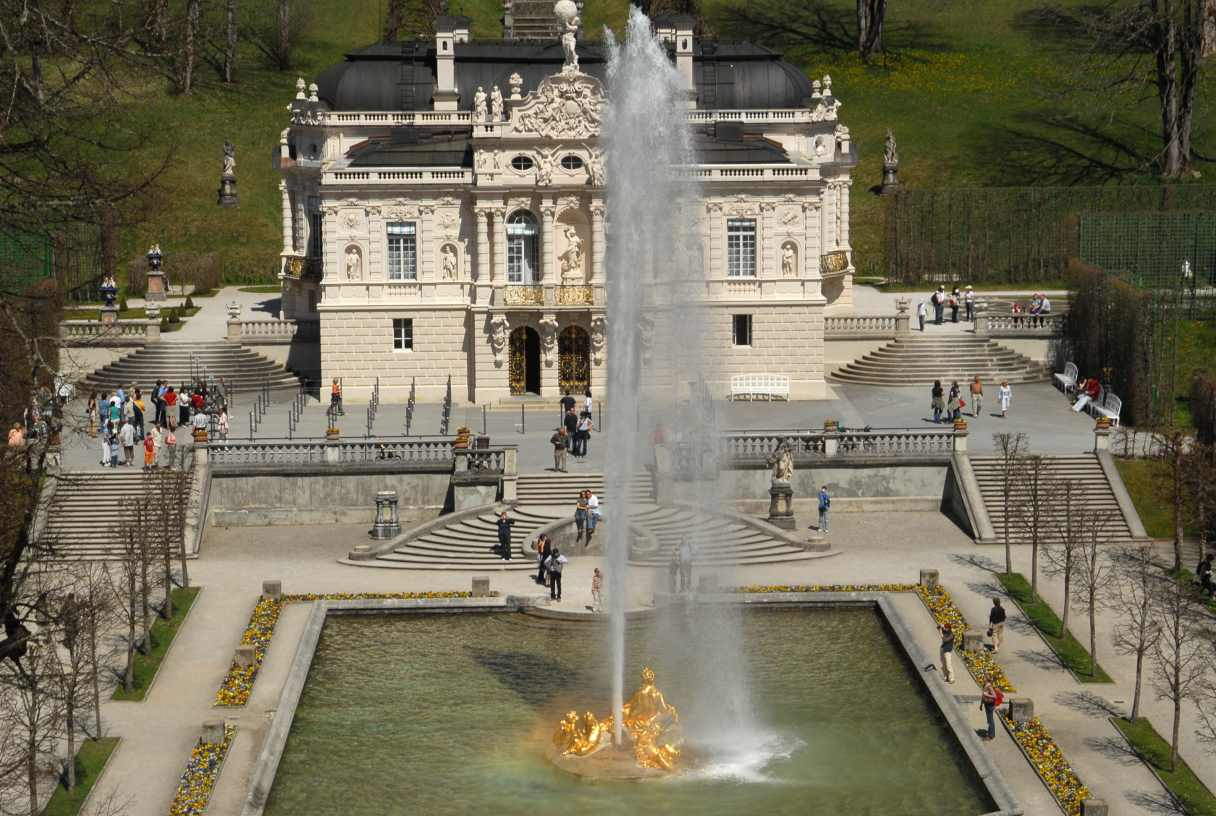
Zámek s fontánou v popředi
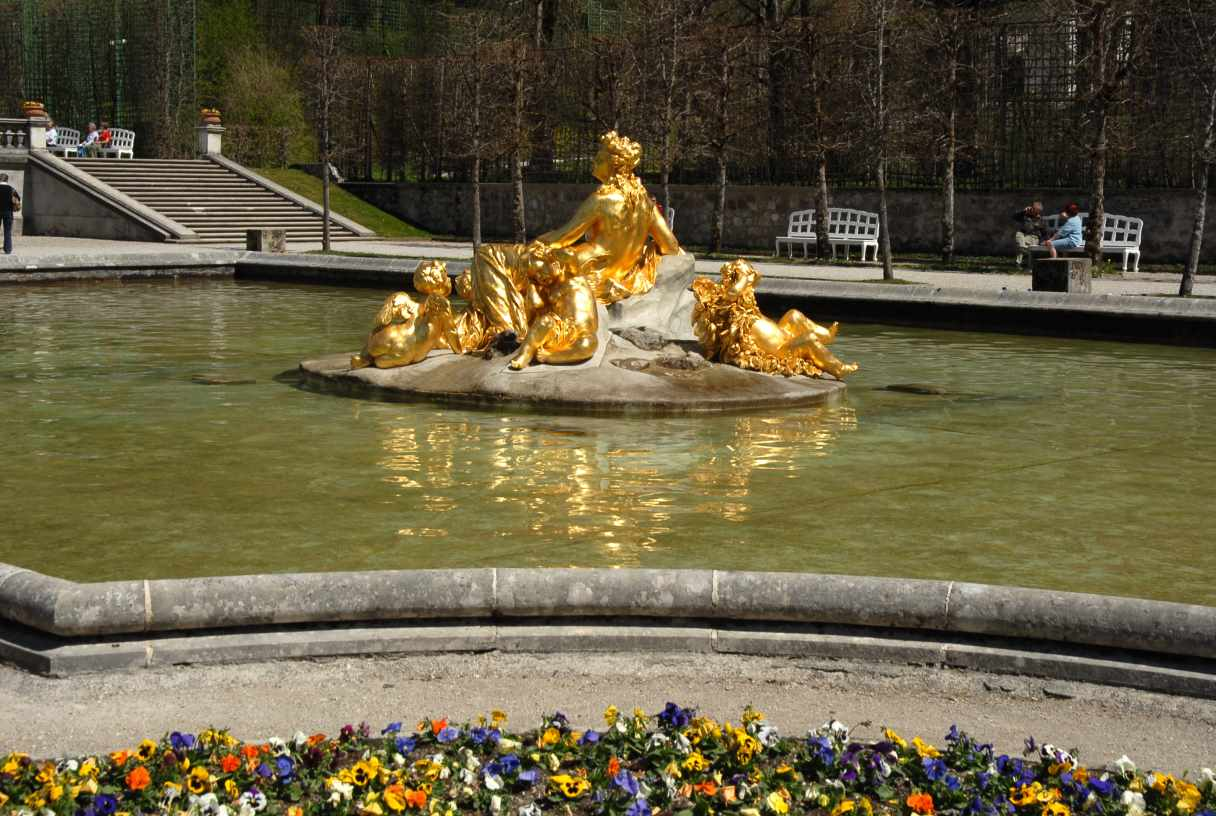
Fontána
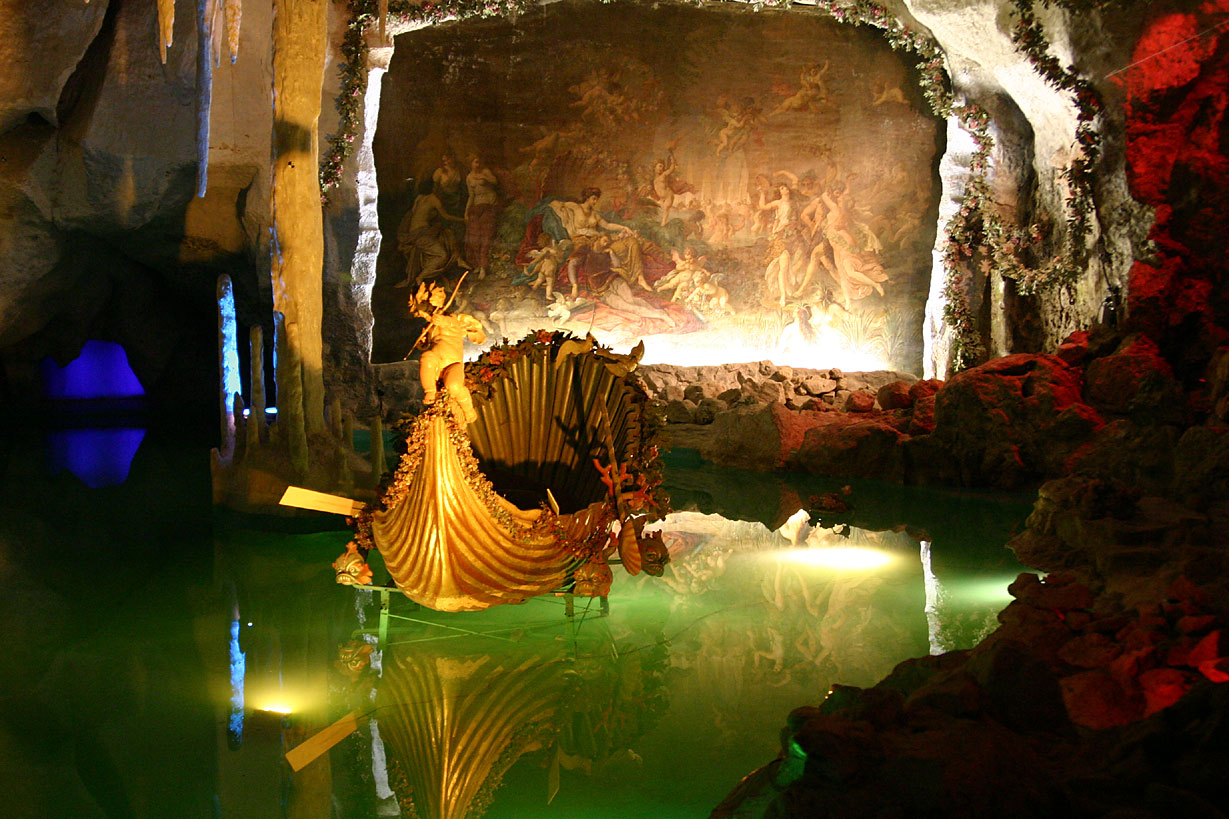
Venušino grotto